# 南沙織ベスト・コレクション
『南沙織ベスト・コレクション』（みなみさおりベスト・コレクション）は、南沙織のベスト・アルバム。1986年5月21日発売。発売元はCBSソニー。規格品番は30DH-428。1985年4月1日に発売された同名タイトルのベスト・アルバム（30DH-219）についても本項で取り扱う。

## 解説
CDプレーヤーが大衆に普及し始めた時期に、CBSソニーから複数タイトルが同時に発売された「BEST COLLECTION」シリーズの中のひとつである。同シリーズでは主に、1970年代や1980年代に活躍した歌手の作品が発売された。
1985年4月1日に、『南沙織ベスト・コレクション』のアルバム名で原型となる作品が発売され、翌1986年にディスクジャケット写真とCDケースサイズを変えた改訂版が発売された。アルバム名、収録曲目はともに変化ない。1985年盤は録音資料として、国立国会図書館に所蔵されている。
2000年代にはマスタリングの技術も進み、音質が向上した別のベスト・アルバムも多数発売されたが、本作品は21世紀以降もカタログに残り続けた商品である。
2曲目に収録された楽曲の正式名称は「潮風のメロディ」であるが、1986年盤の歌詞カードや裏ジャケットの曲目一覧では「潮風のメロディー」と誤植されている。CDレーベル面のみ、「潮風のメロディ」と正しく記載。

## 収録曲
1. 17才（2:47）　
  - 作詞: 有馬三恵子、作曲・編曲: 筒美京平
2. 潮風のメロディ（3:30）　
  - 作詞: 有馬三恵子、作曲・編曲: 筒美京平
3. ともだち（3:08）
  - 作詞: 有馬三恵子、作曲・編曲: 筒美京平
4. 純潔（3:02）
  - 作詞: 有馬三恵子、作曲・編曲: 筒美京平
5. 哀愁のページ（2:47）
  - 作詞: 有馬三恵子、作曲・編曲: 筒美京平
6. 早春の港（2:51）
  - 作詞: 有馬三恵子、作曲・編曲: 筒美京平
7. 傷つく世代（2:37）
  - 作詞: 有馬三恵子、作曲・編曲: 筒美京平
8. 色づく街（2:51）
  - 作詞: 有馬三恵子、作曲・編曲: 筒美京平
9. ひとかけらの純情（3:06）
  - 作詞: 有馬三恵子、作曲・編曲: 筒美京平
10. バラのかげり（3:14）
  - 作詞: 有馬三恵子、作曲・編曲: 筒美京平
11. 夜霧の街（3:15）
  - 作詞: 有馬三恵子、作曲・編曲: 筒美京平
12. 想い出通り（2:35）
  - 作詞: 有馬三恵子、作曲: 筒美京平、編曲: 萩田光雄
13. 人恋しくて（4:22）
  - 作詞: 中里綴、作曲: 田山雅充、編曲: 水谷公生
14. 哀しい妖精（3:41）
  - 作詞: 松本隆、作曲: ジャニス・イアン、編曲: 萩田光雄
15. 春の予感‐I've been mellow‐（3:09）
  - 作詞・作曲・編曲: 尾崎亜美

## 関連作品
シングルA面曲のみ収録のベスト・アルバム
- 南沙織ヒット全曲集 -1975年版-
- シンシア・メモリー
- THE BEST / 南沙織 -1978年6月版-
- THE BEST / 南沙織 -1979年6月版-
- THE BEST / again 南沙織
- DREAM PRICE 1000 南沙織 17才
- DREAM PRICE 1000 南沙織 色づく街
- 南沙織 スーパー・ベスト
- 南沙織 BEST OF BEST